# Western Norway Film Commission
Western Norway Film Commission (WNFC) es una organización sin ánimo de lucro. WNFC informa y apoya a los productores y directores interesados en el oeste de Noruega de cuáles son las mejores posibilidades y alternativas para realizar sus proyectos, en términos de coproducciones, financiación, logística, localizaciones, alojamiento, talento nacional, permisos, contactos, etc. 
La región se distingue por la diversidad de sus paisajes: fiordos, montañas cubierta de nieve, islas, aldeas, glaciares.
WNFC promueve la difusión del oeste de Noruega - los condados Hordaland, Møre og Romsdal, y Sogn og Fjordane - y la calidad de los servicios del sector audiovisual. Es miembro de pleno derecho de la Asociación Internacional de Film Commissions (AFCI) y European Film Commissions Network. 